# Bogomir Korsow

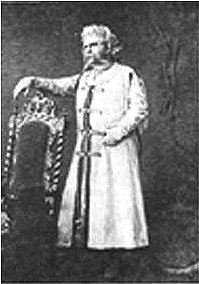
Bogomir Korsow als Mazeppa, 1884, Bolschoi-Theater

Bogomir Bogomirowitsch Korsow, russisch Богомир Богомирович Корсов; auch Готфрид Готфридович Корсов, Gottfried Gottfriedowitsch Korsow, eigentlich Готфрид Геринг, Gottfried Göring; (* 1845 in Sankt Petersburg; † 1920 in Tiflis) war ein russischer Opernsänger (Bariton).

## Leben
Korsow war der Sohn eines deutschstämmigen Arztes und studierte bei Luigi Piccioli am Sankt Petersburger Konservatorium und dann in Mailand bei Giovanni Corsi (daher sein Künstlername). Nach seinem Studium debütierte er als Opernsänger am Theater in Turin.
Im Jahr 1869 wurde er am Mariinski-Theater in Sankt Petersburg angenommen. Gleichzeitig sang er regelmäßig am Bolschoi-Theater in Moskau. 1891 sang der Sänger den Tomski in Moskau's Uraufführung von Peter Tschaikowskis Pique Dame. Er verließ die Opernbühne im Jahr 1905.
Seine Frau Alexandra Krutikowa war eine russische Contraltistin.

## Repertoire
- Rigoletto in Rigoletto (Giuseppe Verdi)
- Jago in Otello (Verdi)
- Germont in La traviata (Verdi)
- Boris in Boris Godunow (Modest Mussorgsky)
- Peter in Des Feindes Macht (Alexander Serow)
- Mazeppa in Mazeppa (Pjotr Iljitsch Tschaikowski, 1884)
- Teufel in Pantöffelchen (Tschaikowski, 1887)
- Dämon in Der Dämon (Anton Rubinstein)
- Mizgir in Snegurotschka  (Nikolai Rimski-Korsakow)
- Tomski in Pique Dame (Oper)
- Aleko in Aleko (Sergei Rachmaninoff, 1893).